# Charaphloeus convexulus
Charaphloeus convexulus är en skalbaggsart som först beskrevs av Leconte 1879.  Charaphloeus convexulus ingår i släktet Charaphloeus och familjen ritsplattbaggar. Inga underarter finns listade i Catalogue of Life.